# 黃著 (成化進士)
黃著（1438年—？），字誠夫，直隸蘇州府吳江縣人，民籍。明朝政治人物。進士出身。

## 生平
應天府鄉試第一百二十九名。成化五年（1469年）乙丑科會試第一百五十五名，殿試登進士第三甲第七十四名。

## 家族
曾祖黃毅。祖父黃原質，曾任教諭。父亲黃玶，曾任布政司經歷。